# D809 (Aveyron)
De D809 is een departementale weg in het Zuid-Franse departement Aveyron. De weg loopt van de grens met Lozère via Millau naar de grens met Hérault. In Lozère loopt de weg als D809 verder naar Saint-Flour en Clermont-Ferrand. In Hérault loopt de weg verder als D609 naar Lodève en Béziers.

## Geschiedenis
Oorspronkelijk was de D809 onderdeel van de N9. In 2006 werd de weg overgedragen aan het departement Aveyron, omdat de weg geen belang meer had voor het doorgaande verkeer vanwege de parallelle autosnelweg A75. De weg is toen omgenummerd tot D809.